# Nootkadrilus gracilisetosus
Nootkadrilus gracilisetosus är en ringmaskart som beskrevs av Baker 1982. Nootkadrilus gracilisetosus ingår i släktet Nootkadrilus och familjen glattmaskar. Inga underarter finns listade i Catalogue of Life.